# 石鸟属
石鸟属（学名：Yatenavis，意为“石头鸟类”）是反鸟类已灭绝的一个属，发现于阿根廷圣克鲁斯省晚白垩世乔里略组。属下包括单一物种雪石鸟（Y. ieujensis），所知于部分肱骨。

## 发现与命名
石鸟正模标本MPM-PV-23086发现于阿根廷圣克鲁斯省埃尔卡拉法特伊斯坦西亚-拉阿尼塔（Estancia La Anita）附近的乔里略组沉积物，由一个右肱骨远端组成。
2022年，埃雷拉等人根据该化石描述了反鸟类新属新种雪石鸟（Yatenavis ieujensis）。属名组合奥尼肯克语“石头”及拉丁语“鸟”。种名在奥尼肯克语中意为“雪”。石鸟是南美命名的第18种反鸟。

## 描述
埃雷拉等人（2022年）认为石鸟约有现代麻雀大小。该化石材料具备与世界各地（包括马达加斯加、北美洲、巴塔哥尼亚和中亚）的晚白垩世反鸟类相似的特征。

## 古生态学
石鸟代表了反鸟亚纲最南端的记录。由于反鸟类在高纬度寒冷环境中并不常见（扇尾类更常栖息于这种环境），因此乔里略组石鸟的发现令人惊讶。石鸟与扇尾类的神鹄鸟及一种分类不明的大型反鸟类共存。乔里略组还发现了薄板类的伊萨西奔龙、泰坦巨龙类的努鲁巨龙和大盗龙类的飔戮龙。